# Aeropuerto Internacional de Cranbrook
El Aeropuerto Internacional de Cranbrook (del inglés: Cranbrook International Airport) (IATA: YXC, OACI: CYXC) es un aeropuerto internacional ubicado a 5 MN (9.3 km; 5.8 mi) al norte de Cranbrook, Columbia Británica, y a 20 kilómetros (12 mi) al sudeste de Kimberley, Columbia Británica, en los Canadian Rockies.
Este puerto es de propiedad de la Ciudad de Cranbrook y es operado por YVRAS (Vancouver Airport Services). La pista de aterrizaje es de categoría 1 para el sistema de aterrizaje instrumental y es capaz de guiar aviones desde 200 pies (61 m) en 1/2 mi (0.80 km) de visibilidad. En el 2007, YXC sirvió a más de 98,960 pasajerosy atendió 11,423 operaciones aéreas en el 2006. Este aeropuerto es operado las 24 horas del día por la estación de servicio de vuelo de Cranbrook. 
Este aeropuerto es clasificado por NAV CANADA como un puerto de entrada y los servicios de entrada son administrados por Canada Border Services Agency. Los oficiales de CBSA pueden servir a aviones de 15 o menos pasajeros. 

## Aerolíneas y destinos
- Air Canada
  -  Air Canada Jazz
    - Vancouver / Aeropuerto Internacional de Vancouver
    - Calgary / Aeropuerto Internacional de Calgary
    -  Central Mountain Air
      - Calgary / Aeropuerto Internacional de Calgary
- Pacific Coastal Airlines
  - Vancouver / Aeropuerto Internacional de Vancouver
- Delta Air Lines
  -  Delta Connection
    -  SkyWest Airlines
      - Salt Lake City / Aeropuerto Internacional de Salt Lake City